# Thomas Portes
Thomas Portes   (Carmauç, 18 de novembre de 1985) és un polític francès de La França Insubmisa (LFI) que representa la 3a circumscripció electoral de Sena Saint-Denis a l'Assemblea Nacional des de les eleccions legislatives franceses de 2022.
El febrer de 2023, Portes va crear polèmica quan va publicar una fotografia seva a Twitter trepitjant amb el peu un globus amb la imatge del ministre de Treball Olivier Dussopt. Com a resposta, i després de no retirar la imatge de Twitter tal com se li havia demanat, va ser suspès durant dues setmanes de la cambra parlamentària.
Portes va tornar a crear polèmica quan va declarar en una manifestació que els atletes israelians no eren benvinguts als Jocs Olímpics de París 2024. Les declaracions van ser condemnades pel Consell Representatiu de les Institucions Jueves de França. El ministre de l'Interior francès, Gérald Darmanin, va titllar les declaracions d'antisemites, i l'alcalde de Niça, Christian Estrosi, va demanar la dissolució de l'LFI.